# قوة الشرطة الصومالية
قوة الشرطة الصومالية (SPF) هي قوة الشرطة الوطنية ووكالة إنفاذ القانون المدني الرئيسية في الصومال . كما هو الحال مع معظم قوات الشرطة الأخرى في العالم ، تشمل واجباتها مكافحة الجريمة ، ومراقبة حركة المرور ، والحفاظ على السلامة العامة ، ومكافحة الإرهاب . وهي من اختصاص وزير الأمن العام.
تخدم باعتبارها أحد الأجهزة الرئيسية للقوات المسلحة الصومالية . أثناء تنظيمها على المستوى الوطني ، تقدم كل ذراع تقارير إلى سلطة شرطة المقاطعة ، والتي بدورها تقسم قوتها من قبل أقسام الشرطة المحلية ، ومقرها في مراكز الشرطة المحلية ؛ أعيد تشكيل قوة الشرطة لاحقًا في بداية القرن الحادي والعشرين.
في حالة الطوارئ ، يمكن الوصول إلى الشرطة عن طريق الاتصال برقم 888 من أي هاتف في الصومال.

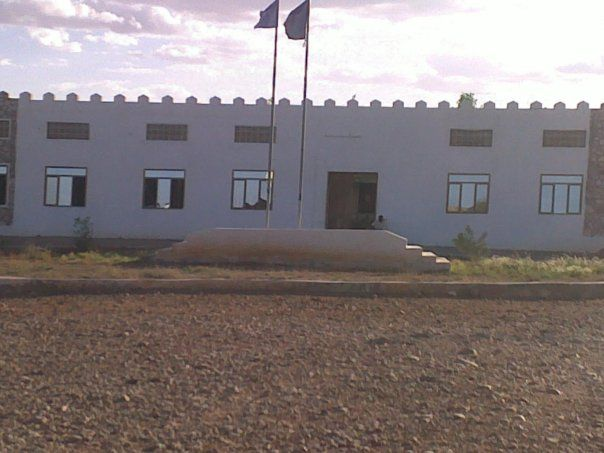
أكاديمية الشرطة الصومالية أرمو في منطقة أرمو.

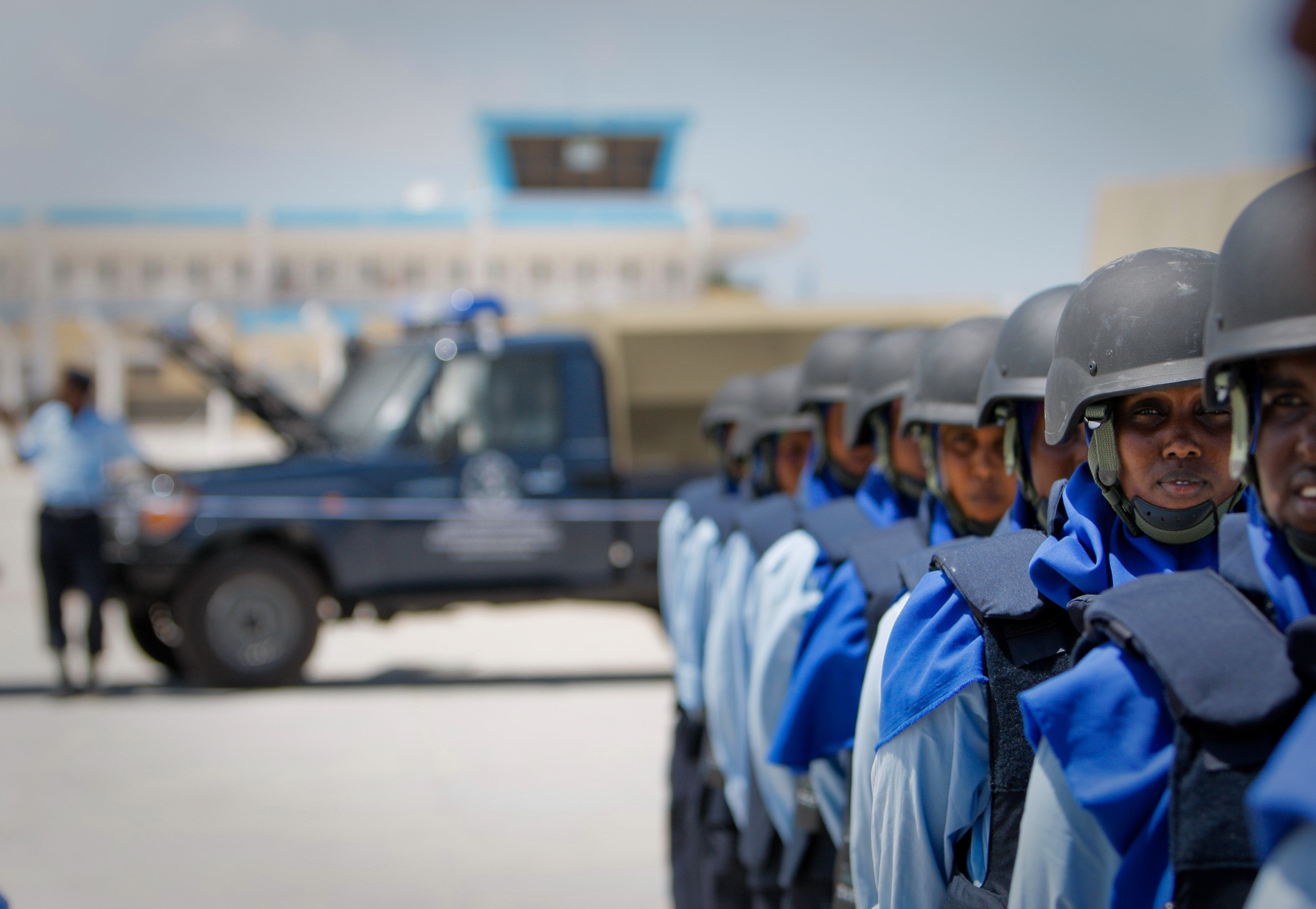
الشرطة الصومالية أثناء التفتيش

### خفر السواحل الصومالية

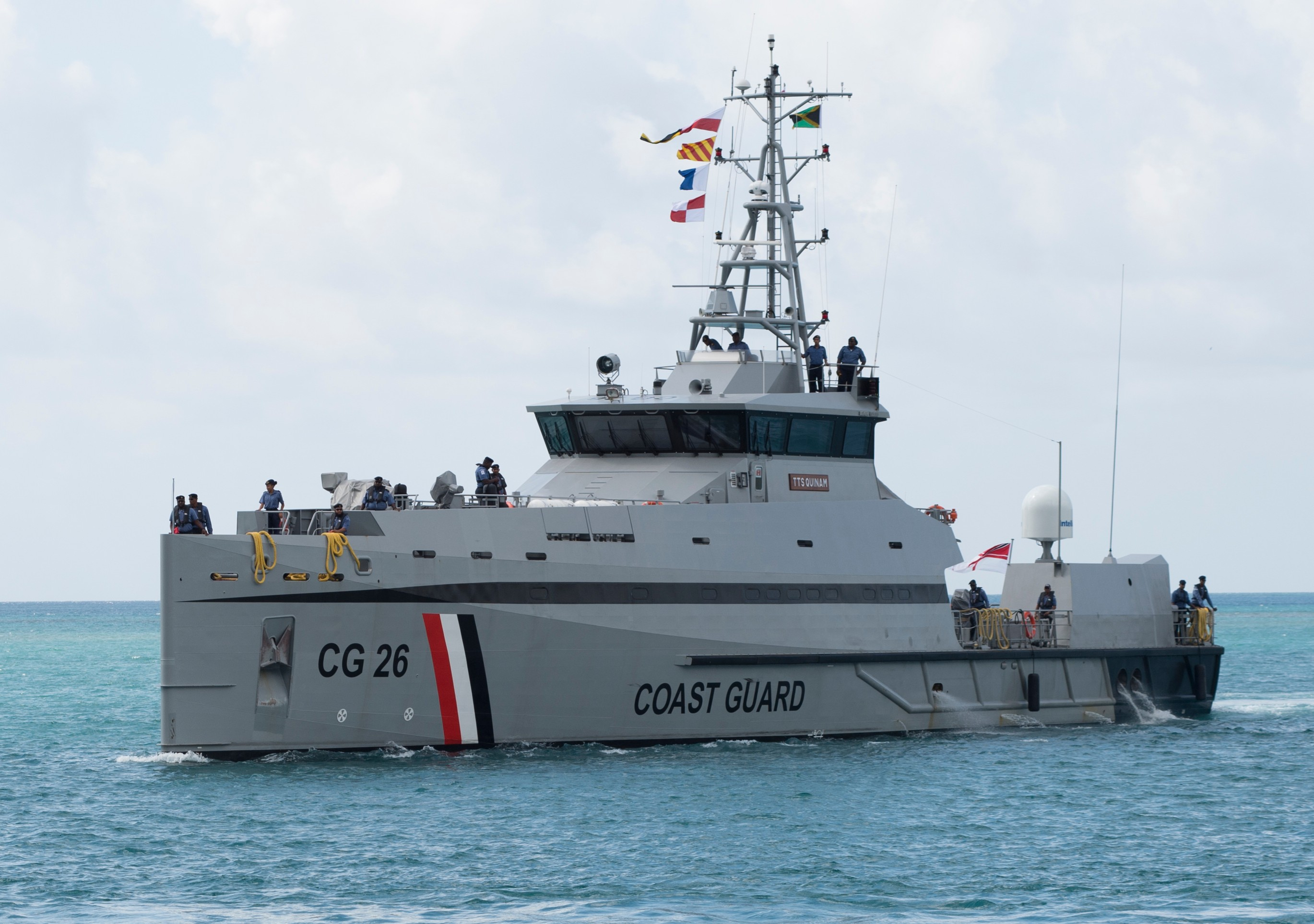
تم بناء سفن الدورية الصومالية التي يبلغ طولها 50 مترًا بنفس تصميم سفينة ترينيداد وتوباغو.

### كتيبة شرطة العمليات الخاصة

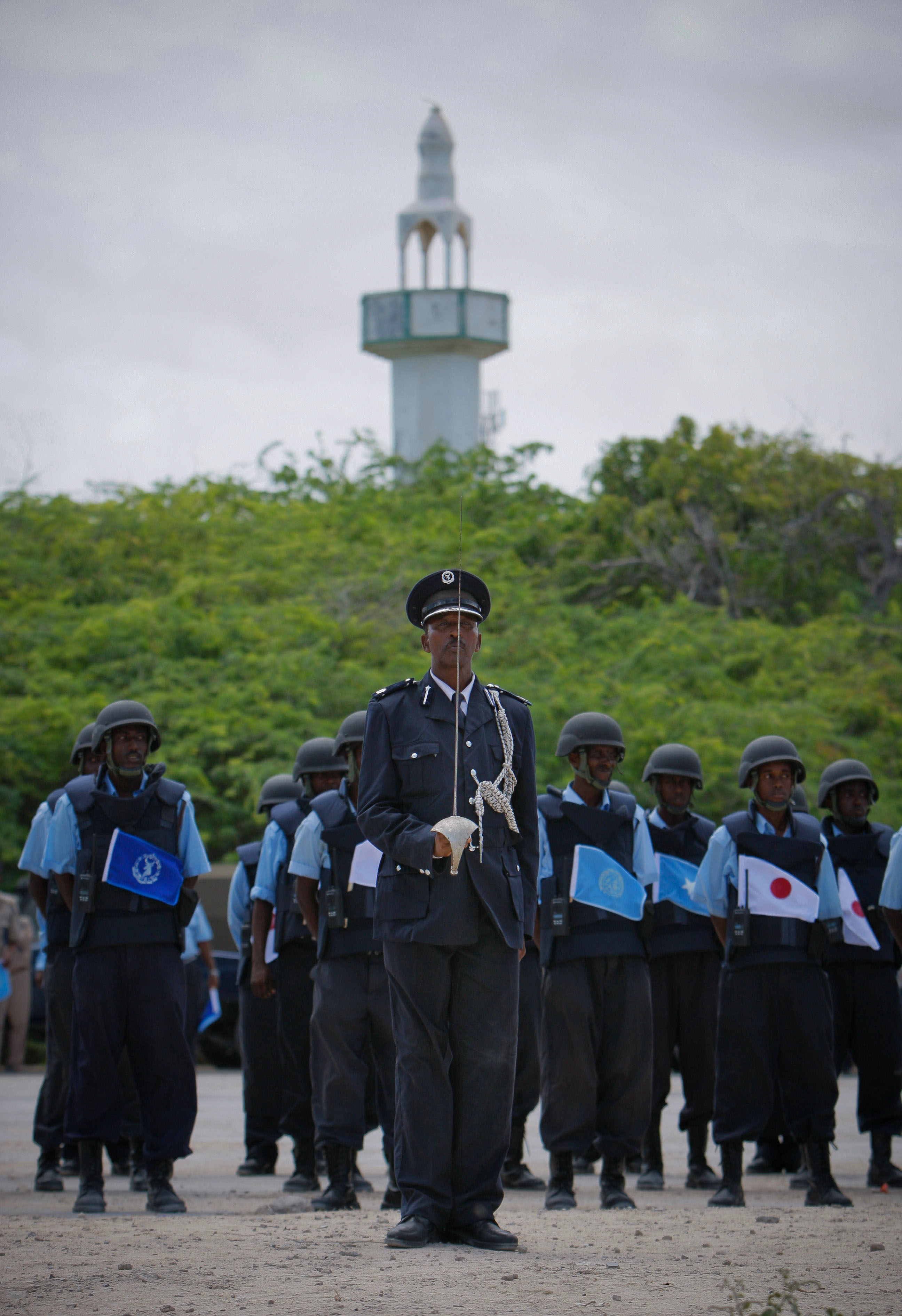
موكب الشرطة الصومالية

## روابط خارجية
- الموقع الرسمي